# 坑頭村 (北區)

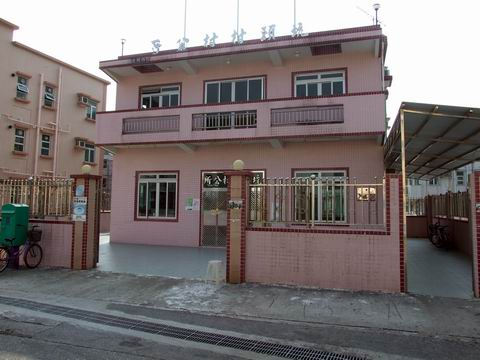
坑頭村村公所

坑頭村（英語：Hang Tau Tsuen或Hang Tau Village）是一條位於香港北區上水的鄉村。

## 行政區劃
坑頭是新界小型屋宇政策下其中一條認可鄉村，亦為上水區鄉事委員會的鄉村代表之一。在選舉劃分上，該村被劃為上水鄉郊選區，現任區議員為侯福達。

## 外部連結
- 居民代表選舉坑頭（上水）的劃定現有鄉村範圍（2019－2022年） （页面存档备份，存于）

22°29′29″N 114°06′08″E / 22.491416°N 114.102238°E